# Ryōan-ji

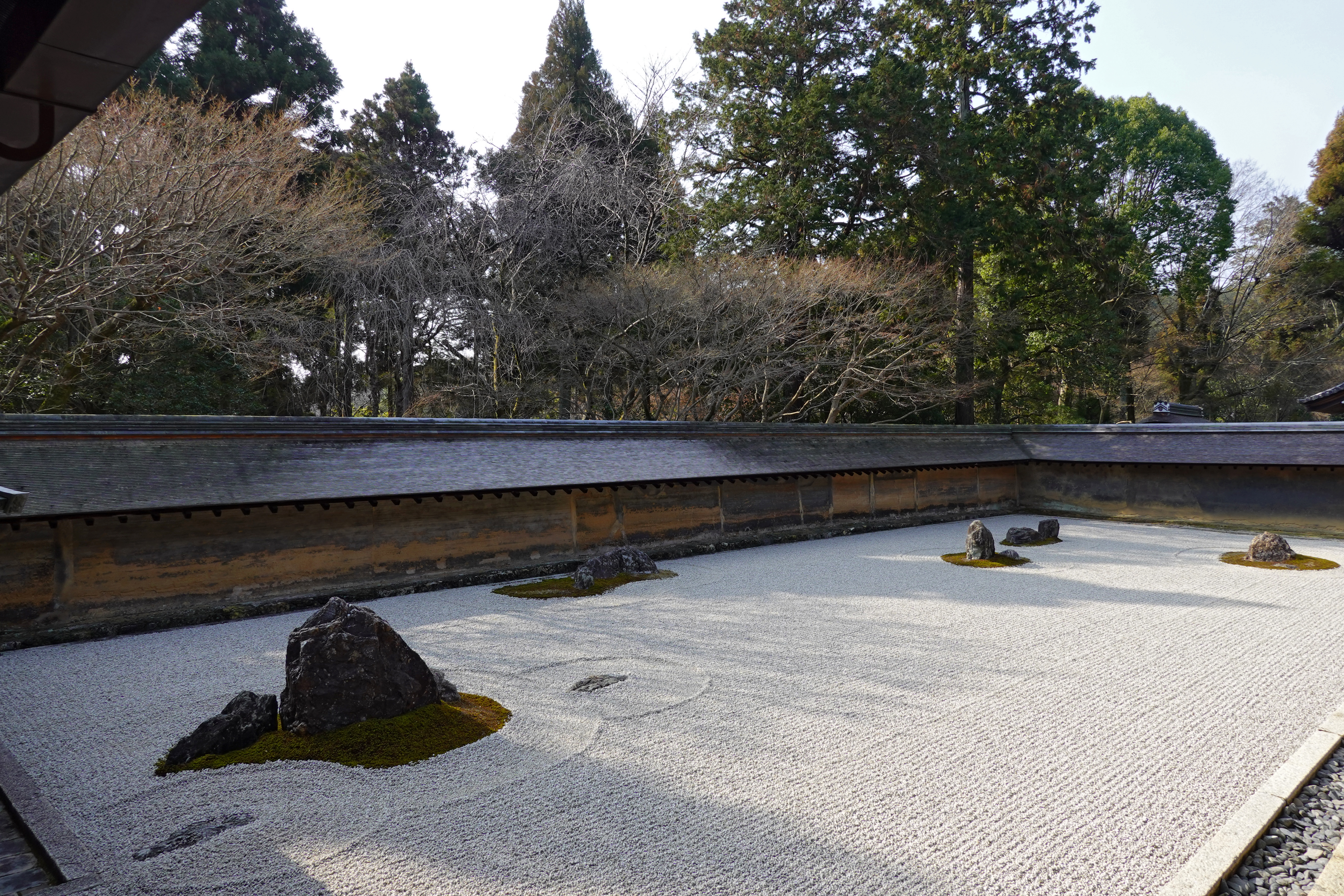
Karesansui, Jardim seco do Ryōan-ji

| Imagem: Monumentos Históricos da Antiga Quioto | O Ryōan-ji está incluido no sítio "Monumentos Históricos da Antiga Quioto", Património Mundial da UNESCO. |  |

Ryōan-ji (Shinjitai: 竜安寺, Kyūjitai: 龍安寺, O Templo do Dragão à Paz) é um templo zen localizado no noroeste de Quioto, Japão. Ele pertence à escola Myōshin-ji do ramo Rinzai do budismo zen. O jardim do Ryōan-ji é considerado um dos exemplos mais finos de kare-sansui ("paisagem seca"), um tipo redefinido de design de jardim de templo zen japonês geralmente demonstrando grandes formações de pedras arranjadas entre pedras lisas (pequenas, rochas de rio cuidadosamente selecionadas e polidas) juntas em padrões lineares que facilitam a meditação. O templo e seus jardins são listados como um dos Monumentos Históricos da Antiga Quioto e como um patrimônio mundial da UNESCO.

## História
O local do templo foi uma propriedade do clã Fujiwara no século XI. O primeiro templo, o Daiju-in, e o ainda existente lago foram construídos naquele século por Fujiwara Saneyoshi. Em 1450, Hosokawa Katsumoto, outro senhor feudal poderoso, adquiriu a terra onde o templo permanecia. Ele construiu sua residência lá e fundou um templo zen, o Ryōan-ji. Durante a Guerra de Ōnin entre os clãs, o templo foi destruído. Hosokawa Katsumoto morreu em 1473. Em 1488, seu filho, Hosokawa Matsumoto reconstruiu o templo.
O templo serviu como um mausoléu para os últimos imperadores Hosokawa. Suas tumbas foram agrupadas juntas no que hoje é conhecido como as "Sete Tumbas Imperiais" no Ryōan-ji. Os locais de sepultamento desses imperadores – Uda, Kazan, Ichijō, Go-Suzaku, Go-Reizei, Go-Sanjō, e Horikawa – foram comparativamente humildes no período após suas mortes. Esses túmulos alcançaram o seu estado atual como resultado da restauração no século XIX de sepulturas imperiais (misasagi) que foram solicitadas pelo Imperador Meiji.
Há controvérsia sobre quem construiu o jardim e quando. A maioria das fontes afirmam que o jardim foi construído na segunda metade do século XV. De acordo com algumas fontes, o jardim foi construído por Hosokawa Katsumoto, o criador do primeiro templo de Ryōan-ji, entre 1450 e 1473. Outras fontes afirmam que ele foi construído por seu filho, Hosokawa Masamoto, por volta de 1488. Alguns dizem que o jardim foi construído pelo famoso pintor de paisagens e monge, Sōami (morto em 1525), mas isso é discutido por outros autores. Algumas fontes afirmam que o jardim foi construído na primeira metade do século XVI. Outros autores afirmam que o jardim foi provavelmente construído muito mais tarde, durante o período Edo, entre 1618 e 1680. Há também controvérsia sobre se o jardim foi construído por monges ou por jardineiros profissionais, chamados de kawaramono, ou uma combinação dos dois. Uma pedra no jardim tem os nomes de dois kawaramono gravados nela.
A história conclusiva, baseadas em fontes documentárias é a seguinte: Hosokawa Katsumoto (1430-1473), deputado do xogum, fundou em 1450 o templo Ryoan-ji, mas o complexo foi incendiado durante a Guerra Onin. Seu filho Masamoto reconstruiu o templo no final do mesmo século. Não é claro se qualquer jardim foi construído na época de frente para o salão principal. As primeiras descrições de um jardim, claramente descrevendo um em frente do salão principal, datam de 1680-1682. Ele é descrito como uma composição de nove grandes pedras dispostas para representar filhotes de tigre atravessando a água. Como o jardim possui quinze pedras atualmente, ele era claramente diferente do jardim que vemos hoje. Um grande incêndio destruiu as construções em 1779, e os escombros das construções queimadas foram jogadas no jardim. O escritor e especialista em jardins Akisato Rito (morto em 1830) refez o jardim completamente em cima dos escombros no final do século XVIII e publicou uma imagem do seu jardim em Jardins e Vistas Celebradas de Quioto (Miyako rinsen meisho zue) de 1799, mostrando o jardim como ele é hoje. Uma grande pedra no fundo foi queimada parcialmente. Ela tem dois nomes escritos, provavelmente os nomes de trabalhadores do jardim, então chamados de kawaramono. Não há evidência de monges zen que trabalharam no jardim.

## O jardim zen

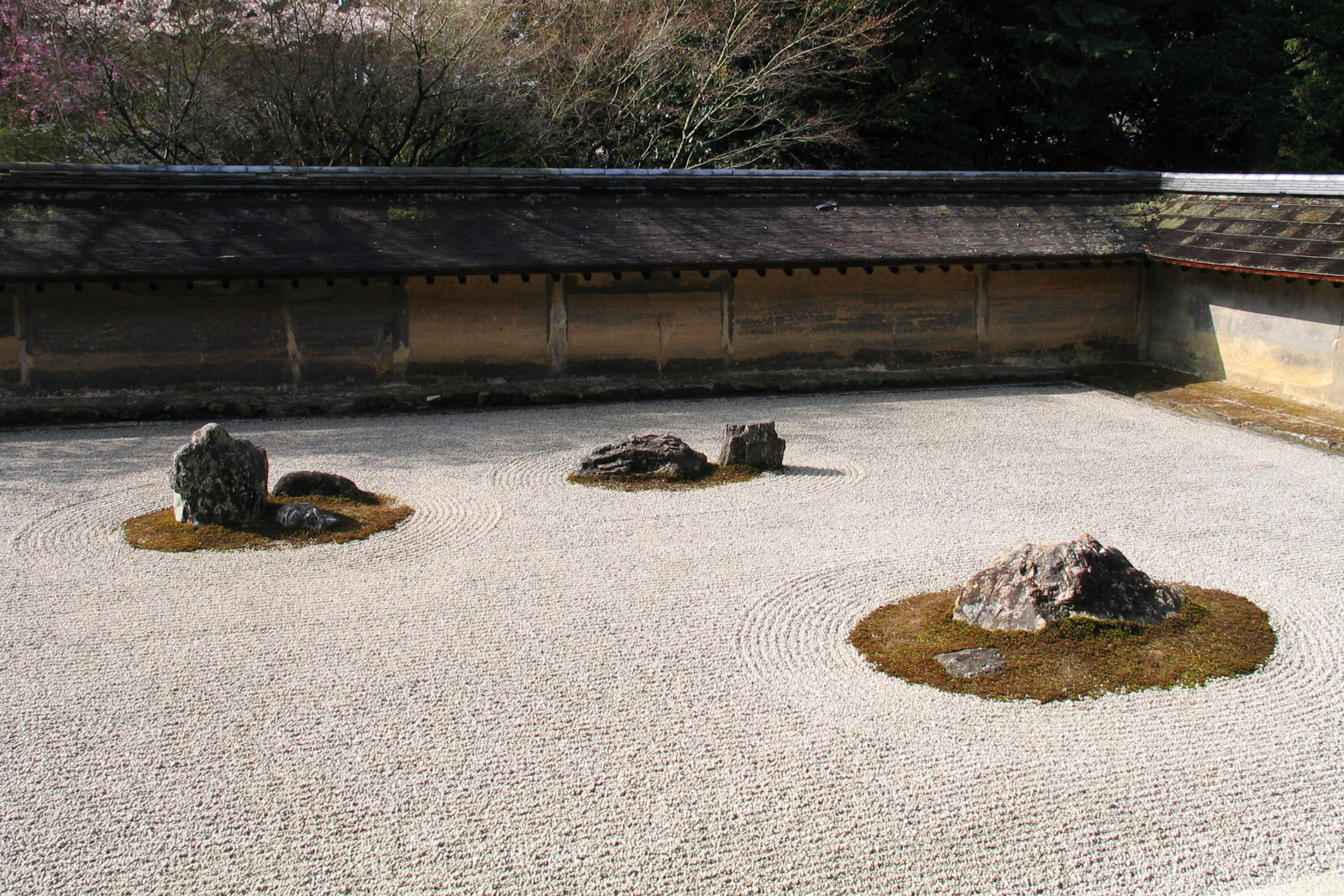
Jardim seco do Ryōan-ji

O nome do templo é sinônimo do famoso 'jardim zen do templo', o karesansui (paisagem seca) jardim de pedras, que teria sido construído no final do século XV.
O jardim é um retângulo de 248 metros quadrados, com uma área de 25 metros por 10 metros. Estão colocadas nele quinze pedras de diferentes tamanhos, cuidadosamente compostas em cinco grupos; um grupo de cinco pedras, dois grupos de três e dois grupos de duas pedras. As pedras são cercadas por cascalho branco, que é cuidadosamente limpada a cada dia pelos monges. A única vegetação no jardim é um pouco de musgo ao redor das pedras.
O jardim seria feito para ser visto de uma posição sentada na varanda do hōjō, a residência do abade do monastério.
As pedras são dispostas de modo que a composição inteira não pode ser vistas de uma vez da varanda. Elas são também arranjadas para que quando se olhe do jardim de qualquer ângulo (e não de cima) apenas catorze dos pedregulhos são visíveis ao mesmo tempo. Tradicionalmente afirma-se que apenas através da iluminação alguém poderia ser capaz de observar as quinze pedras.
A parede atrás do jardim é um elemento importante do jardim. Ela é feito de argila, que foi manchada pelo tempo com tons sutis de marrom e laranja. Em 1977, o telhado da parede foi restaurado para sua aparência original com casca de árvore.
Quando o jardim foi reconstruído em 1799, ele tornou-se mais alto que antes e uma vista sobre a parede do cenário montanhosos tornou-se visível. No momento, esta vista é bloqueada por árvores.

### O significado do jardim
Como qualquer obra de arte, o jardim artístico do Ryoan-ji também é aberto à interpretação ou pesquisa científica. Muitas teorias diferentes foram propostas dentro e fora do Japão sobre o que o jardim representaria, de ilhas em um riacho a bebês tigres nadando e picos de montanhas surgindo acima das nuvens a teoria sobre segredos de geometria das regras do equilíbrio dos números ímpares. O historiador Gunter Nitschke escreveu que "o jardim do Ryoan-ji não simboliza nada, ou mais precisamente, para evitar qualquer mal entendido, o jardim de Ryoan-ji não simboliza nem tem o valor de reproduzir uma beleza natural que alguém poderia descobrir no mundo real ou mítico. Eu considero que seja uma composição abstrato de objetos "naturais" no espaço, uma composição cuja função é incitar a meditação".

### Análise cientifica do jardim
Em um artigo publicado pelo jornal científico Nature, Gert van Tonder e Michael Lyons analisam o jardim de pedras gerando um modelo de análise de curvas (eixo medial) no processamento visual antigo.
Usando este modelo, eles mostraram que o espaço vazio do jardim está implicitamente estruturado e é alinhado com a arquitetura do templo. De acordo com os pesquisadores, um eixo de simetria crítico passa próximo ao centro do salão principal, que é o ponto de vista tradicionalmente preferido. Em essência, observar a disposição das pedras de um ponto de vista junto a este ponto traz uma forma da natureza (uma árvore ramificada dicotomicamente com um comprimento médio do ramo diminuindo monotonicamente a partir do tronco para o nível terciário).
Os pesquisadores propõem que a estrutura implícita do jardim é projetada para estimular a sensibilidade visual inconsciente do observador para a simetria axial das formas de estímulos. Em apoio às suas conclusões, eles descobriram que a imposição de uma perturbação aleatória dos locais das rochas destruiu as características especiais.
Séculos após sua criação, as influências dos elementos secos do Ryoan-ji continua a ser refletidas e reexaminadas no projeto do jardim – por exemplo, no Japangarten no Museu de Arte de Wolfsburg na Alemanha.

### Outros jardins do Ryōan-ji

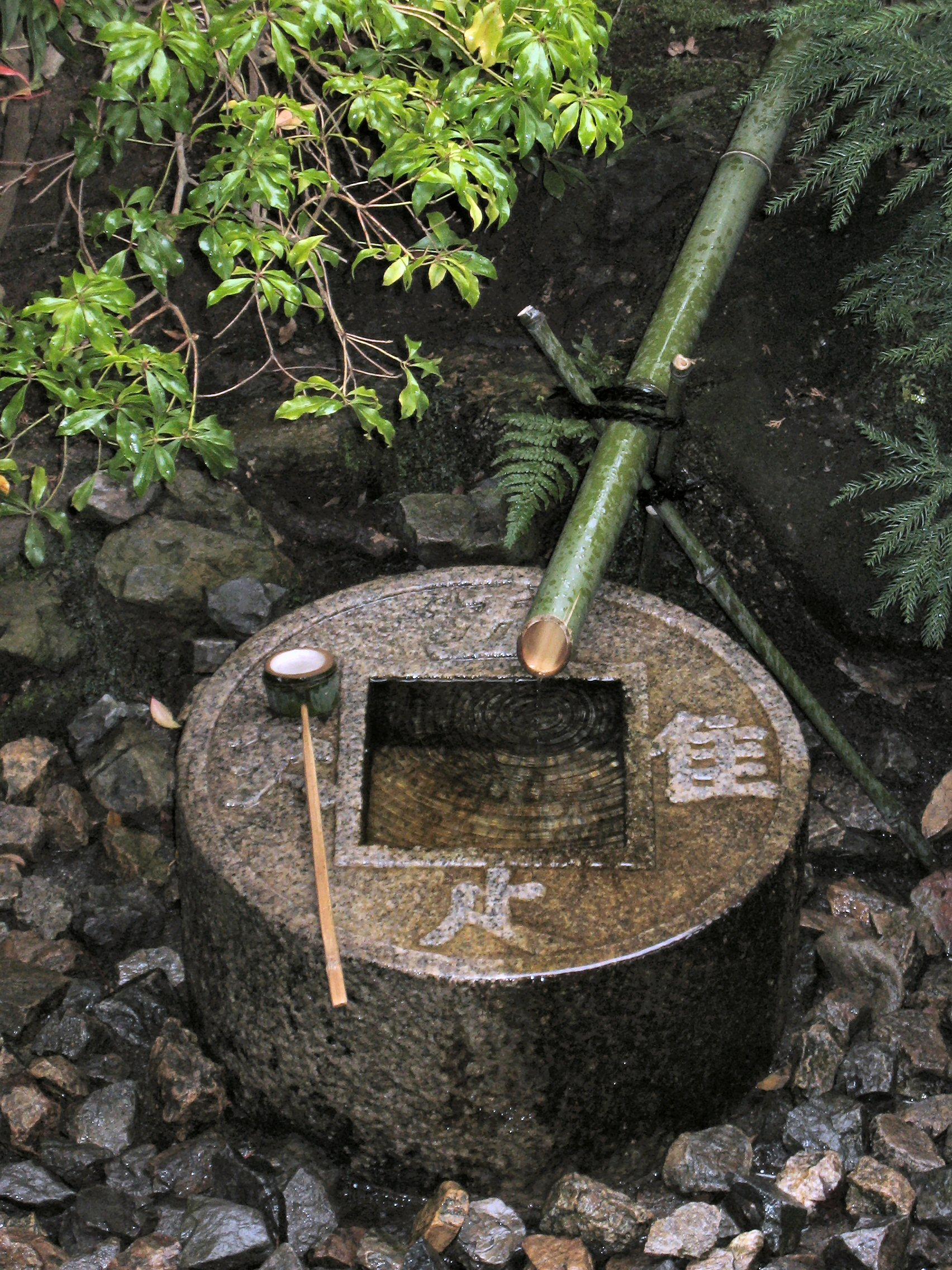
O tsukubai (蹲踞) do Ryōan-ji, a bacia fornecida para o ritual de lavar as mãos e a boca

Apesar de o jardim de pedras ser o jardim mais conhecido do Ryoan-ji, o templo também tem um jardim de água. A Lagoa Kyoyochi, construída no século XII como parte da propriedade dos Fujiwara. Cerejeiras foram recentemente plantadas a noroeste da lagoa.

O Ryōan-ji também possui uma casa de chá e um jardim de chá que datam do século XVII. Próximo à casa de chá está uma famosa bacia de água e pedra, com a água fluindo continuamente para o ritual de purificação.
Este é o tsukubai (蹲踞) do Ryōan-ji, que é traduzido literalmente como "agachado". Devido à baixa altura da bacia, o usuário deve se curvar para usá-lo, em um sinal de reverência e humildade. O kanji escrito na superfície da bacia de pedra, 五, 隹, 止, 矢,  não possuem importância quando lidos sozinhos. Embora a forma da bacia de água seja circular, a abertura da face circular é um quadrado (口). Se cada um dos quatro kanji for lido em um conjunto com口 (o radical em forma de quadrado é pronunciado kuchi, que significa "boca" ou "abertura"), sendo que com os caracteres inscritos, tornariam-se 吾, 唯, 足, 知. Eles são lidos como "ware, tada taru (wo) shiru", que se traduz literalmente como "Eu só sei o suficiente" (吾 = ware = I, 唯 = tada = meramente, apenas, 足 = taru = ser suficiente, de valor, merecer, 知 = shiru = saber) ou, mais poeticamente, como "Eu só sei a satisfação". Com a intenção de reforçar os ensinamentos budistas sobre a humildade e a abundância na alma das pessoas, o significado é simples e claro:: "você já tem tudo o que você precisa". Ao mesmo tempo, o posicionamento do tsukubai, mais baixo que a varanda na qual se pode ficar para visualizá-lo, compele as pessoas a se curvarem respeitosamente (enquanto ouvem o gotejar interminável da água no tubo de bambu) para apreciar completamente sua profunda significância filosófica. O tsukubai também incorpora uma forma sutil de ensinamento zen usando a justaposição irônica: enquanto a forma mimetiza uma antiga moeda chinesa, o sentimento é o oposto do materialismo. Assim, com o passar dos séculos, o tsukubai também serviu como um koan visual humorístico para incontáveis monges que residiram no templo, relembrando-os gentilmente sobre seus votos de pobreza. Não obstante o requintado jardim de pedra 'kare sansui no lado oposto da construção, o jardim de chá menos fotografado do Ryoan-ji é um dos mais sublimes e valiosos tesouros culturais que o templo oferece ao mundo.

## Imagens do Ryōan-ji

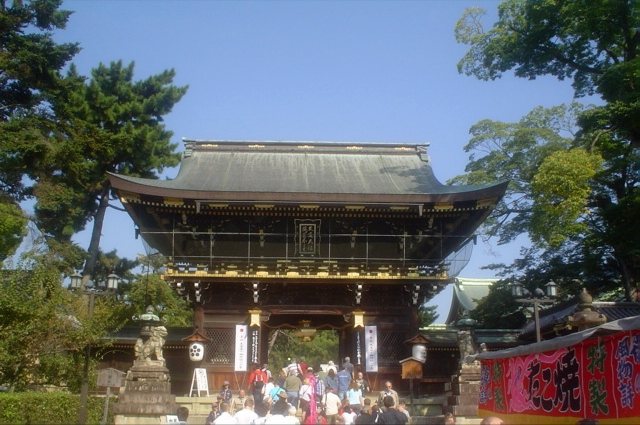
Entrada para o território do templo
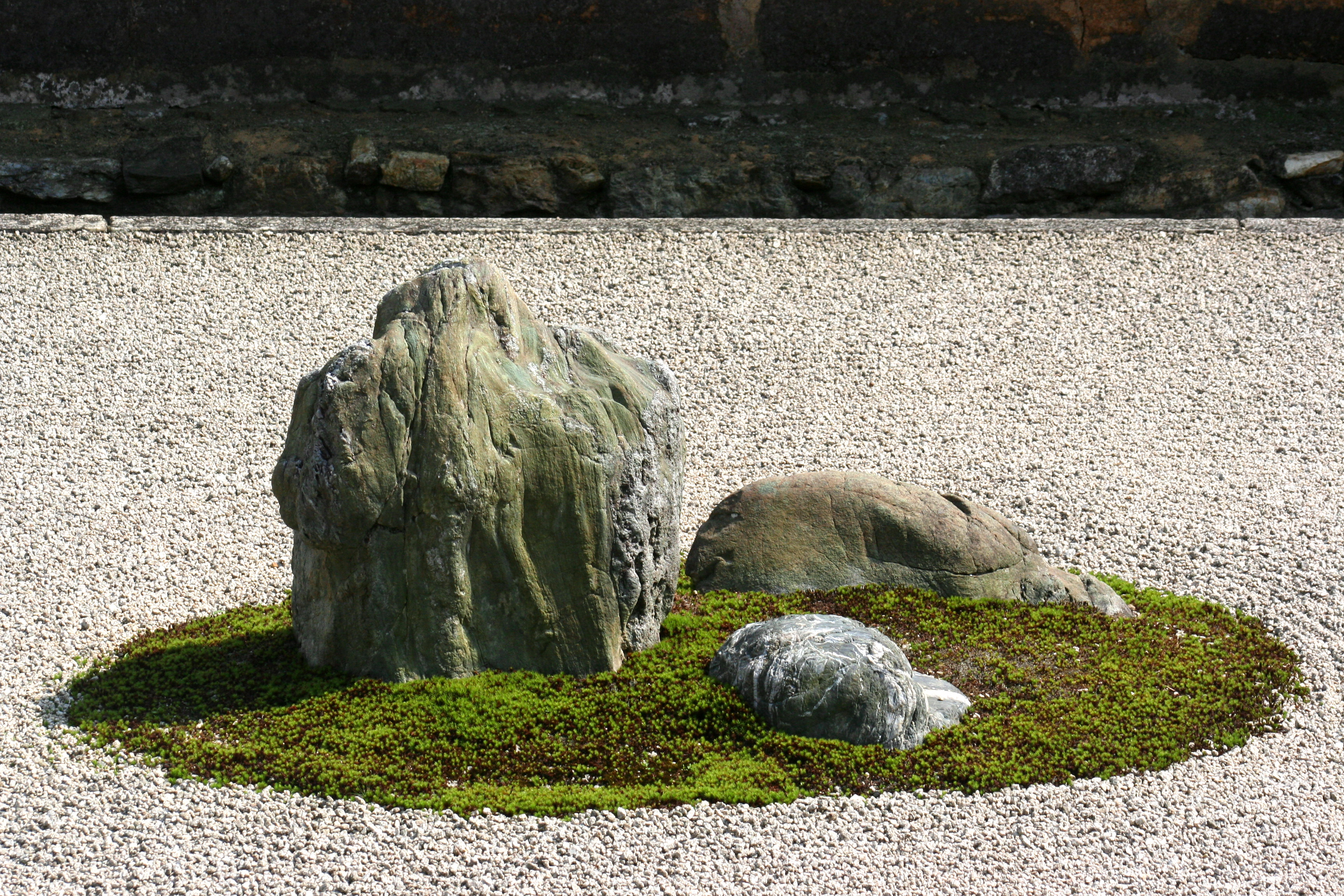
Close do jardim zen
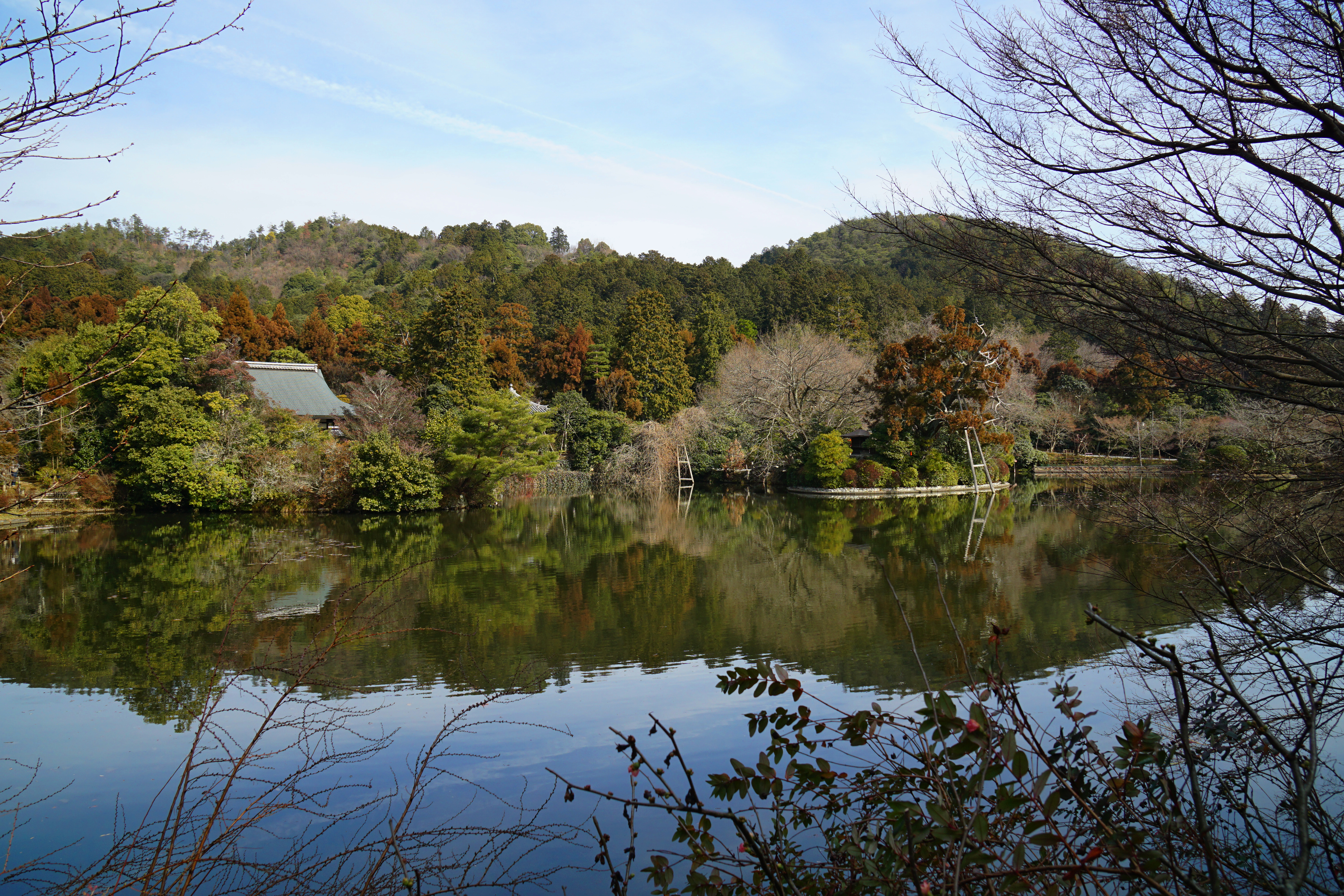
Lagoa Kyoyochi, criada no século XII como um jardim de água
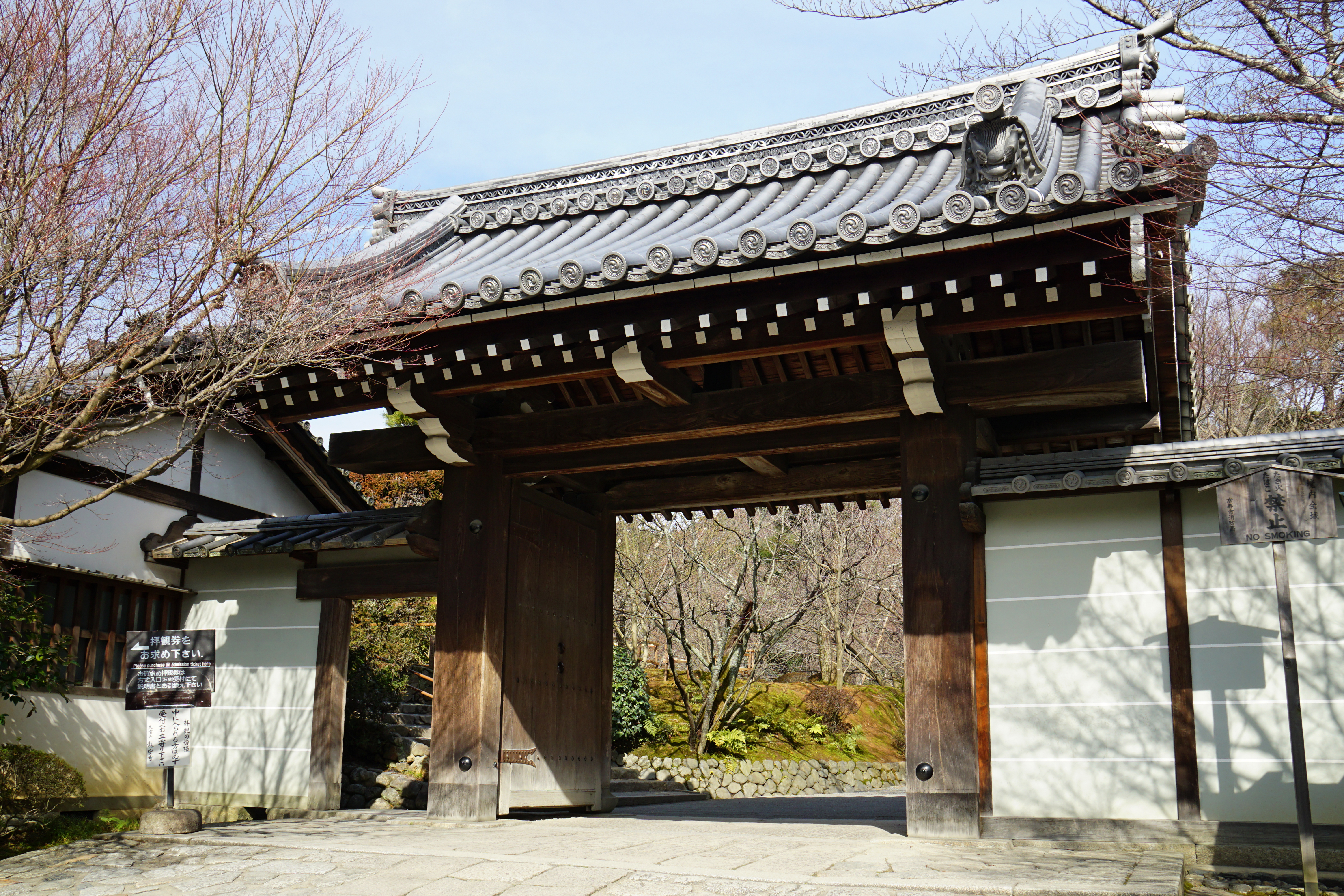
Portão Sanmon para o templo
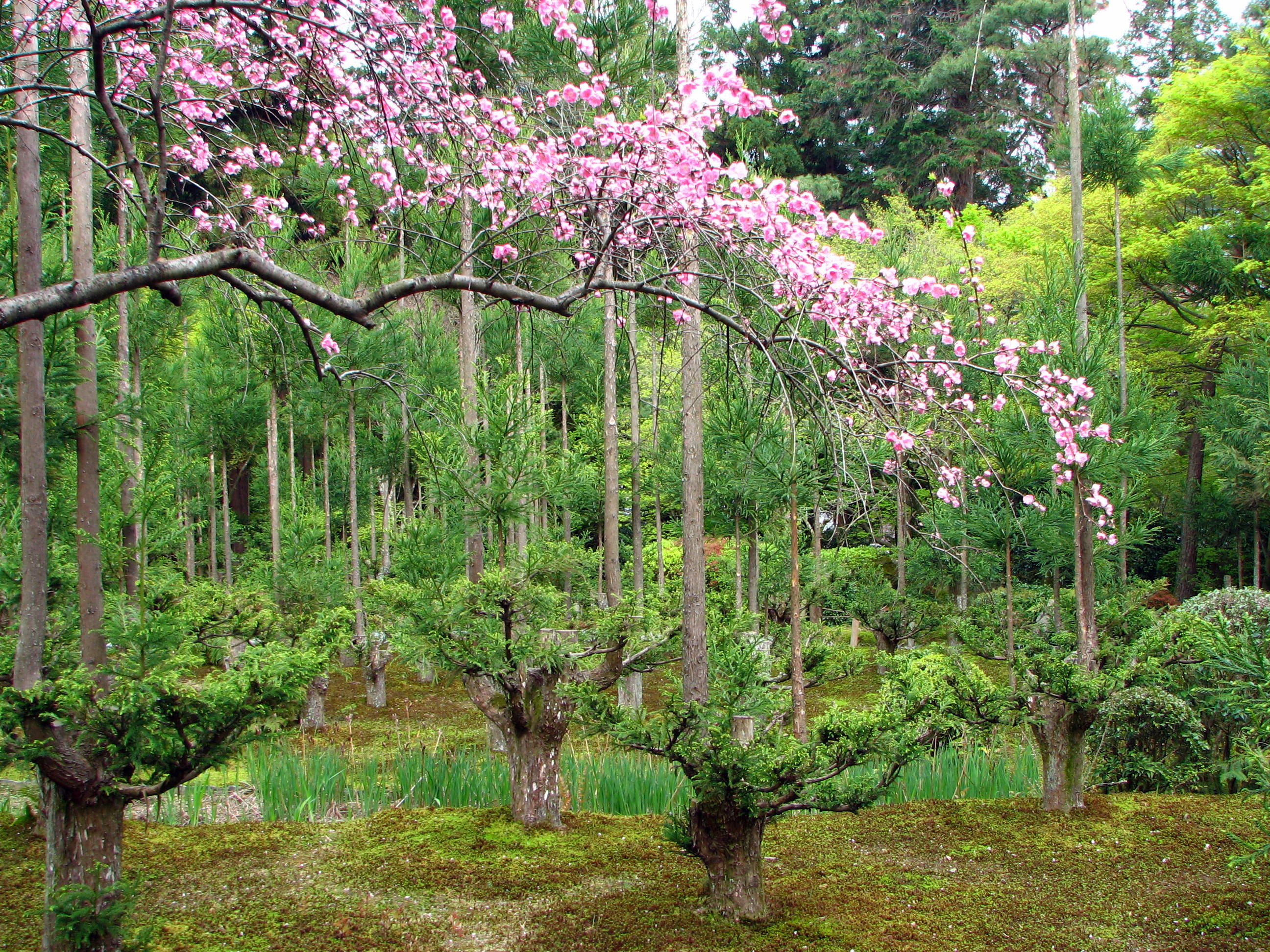
Jardins do Ryōan-ji
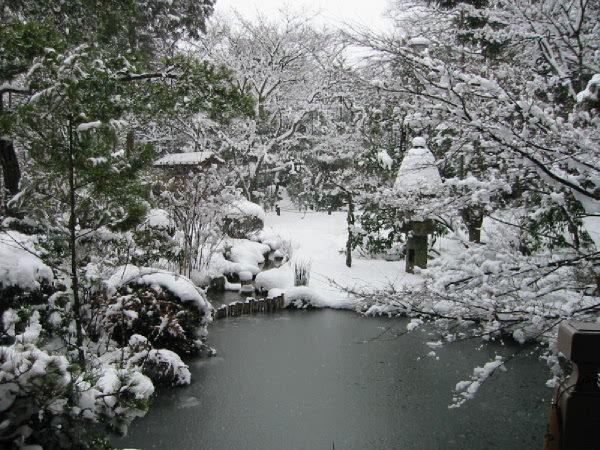
O jardim fora da casa de chá
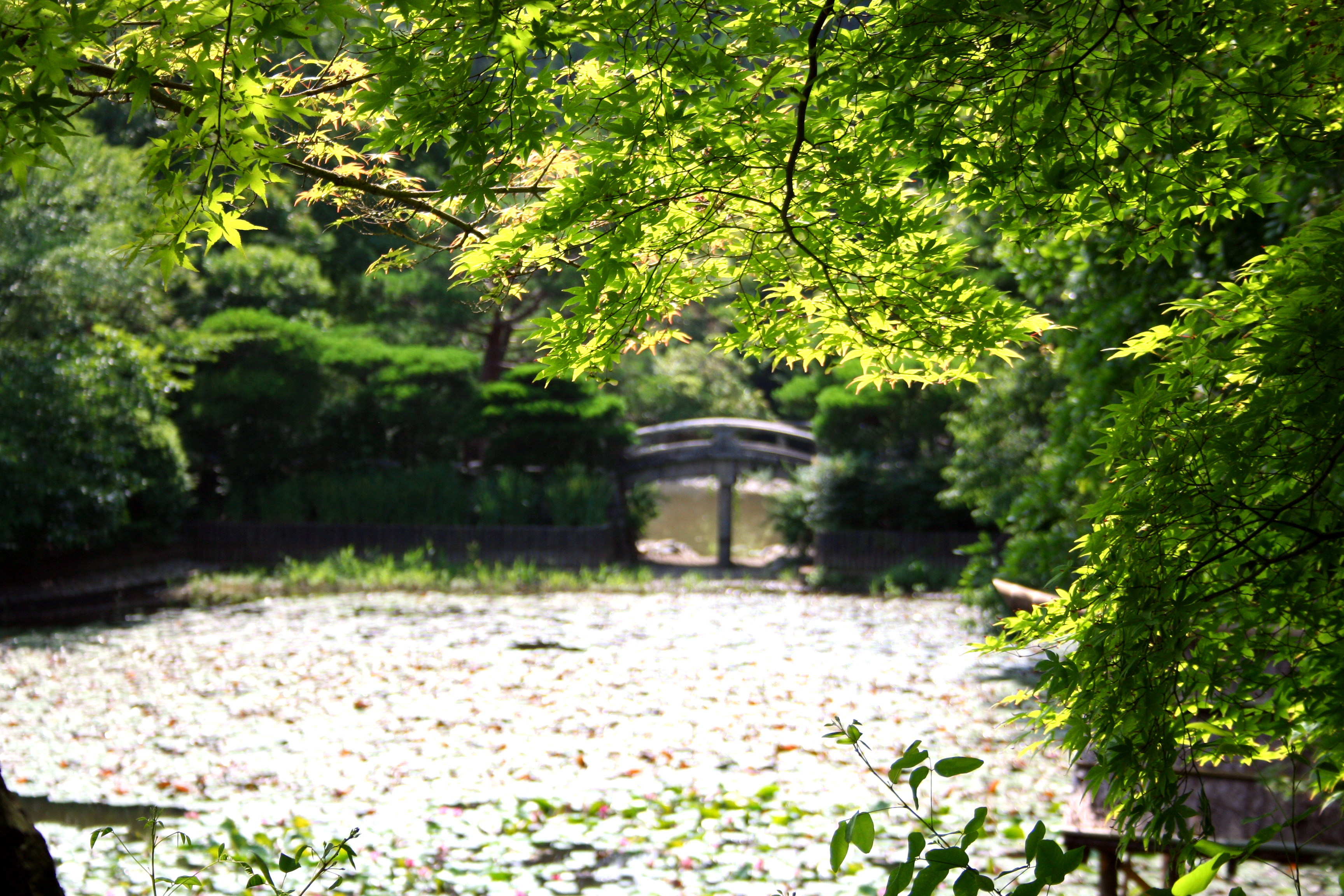
Lago e ponte fora do Kuri, o salão principal
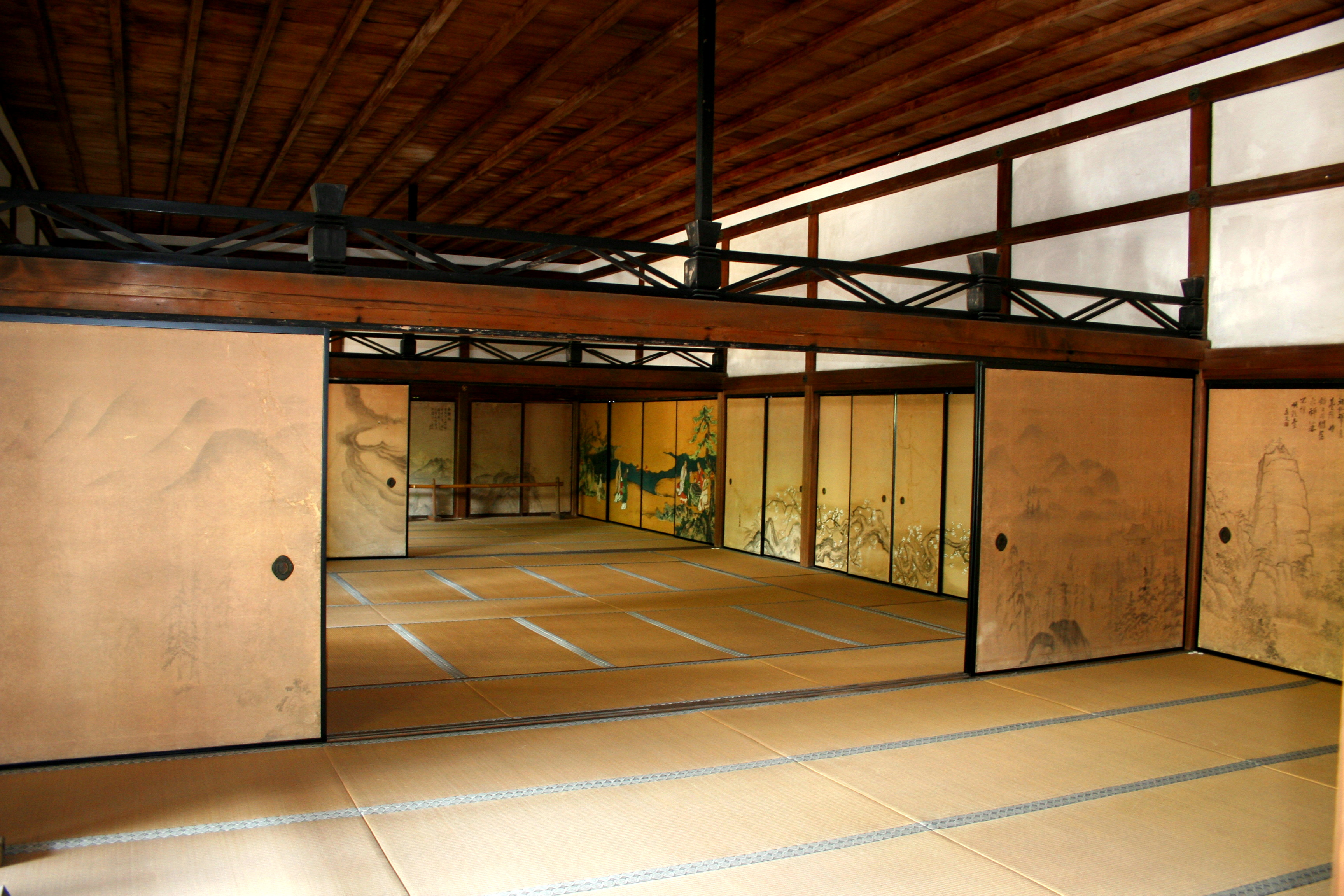
Interior do Kuri, a construção principal do templo